# Ryomgård
Ryomgård er en stationsby på Djursland med 2.743 indbyggere  (2025), beliggende 35 km sydøst for Randers, 29 km vest for Grenaa, 39 km nordøst for Aarhus og 29 km nordvest for kommunesædet Ebeltoft. Byen hører til Syddjurs Kommune og ligger i Region Midtjylland. I 1970-2006 hørte byen til Midtdjurs Kommune.

## Marie Magdalene
Ryomgård hører til Marie Magdalene Sogn. Marie Magdalene Kirke ligger i den gamle kirkelandsby Marie Magdalene, som Ryomgård voksede sammen med midt i 1900-tallet, så Marie Magdalene blev en bydel i Ryomgård.

## Faciliteter
- Ryomgaard Realskole har ca. 300 elever, fordelt på 0.-10. klassetrin, samt 37 ansatte.
- Realskolen indviede 29. august 2010 en børnehave.[2]
- FGU Østjylland, har en afdeling i byen [3] FGU står for den forberedende grunduddannelse og er et tilbud, til unge mellem 16-25 år.
- Byens folkeskole Marienhoffskolen har 411 elever, fordelt på 0.-9. klassetrin, samt 73 ansatte.[4]
- Ved siden af skolen ligger Midtdjurs-hallen og flere fodboldbaner. Her tilbyder IF Midtdjurs badminton, bordtennis, fitness, fodbold, gymnastik, klatring, håndbold, petanque og taekwondo.[5]
- Børnehuset Ringvejen er normeret til ca. 46 børnehavebørn og 16 vuggestuebørn.[6]
- Poppelvejens Børnehave er normeret til 60 børn.[7]
- Byens tidligere hotel drives nu som restauranten Deja Vú med selskabs- og mødelokaler.[8]
- Marie Magdalene Forsamlingshus fra 1893 har plads til 50-55 gæster til spisning eller 60-70 personer ved møder.[9]
- Ryomgård har SuperBrugs, bodega, lægehus, tandlægeklinik og flere specialforretninger samt filialer af Djurslands Bank og Sparekassen Djursland.
- Ryomgård Station ligger på Aarhus Letbane. Desuden er der fra stationen busforbindelse med Rønde, Auning og Randers.

## Historie
Navnet "Ryomgård" kommer af ordet Ryom, som er et blandt flere ord for "rydning i skov". Nordvest for byen ligger Fjeld Skov, der er en af Løvenholm Skovene, et sammenhængende skovområde på 3.344 hektar.

### Gammel Ryomgård
I den sydlige ende af byen ligger herregården Gammel Ryomgård. Den blev opført i 1500-tallet ved vadestedet over den gren af det nu udtørrede Kolindsund, som adskilte Ryomgård og landsbyen Mesballe. Der blev opført et bomhus, hvor man skulle betale en afgift for at komme over vådområdet. Ved herregården var der opstået en lille landsby ved navn Rydum med ca. 14 små bondegårde. Den blev ødelagt ved en brand, men blev ikke genopbygget.
Møllebæk løber fra Vallum Sø til Ryom Å forbi herregården, der havde vandmølle ved mølledammen, som stadig findes. ½ km nord for herregården var der teglværk og vindmølle.

### Jernbanen
Lidt nordvest for herregården anlagde Østjyske Jernbane i 1876-77 Ryomgård Station som jernbaneknudepunkt med baner til Randers, Grenaa og Aarhus. Bortset fra herregården og 2 huse til jernbanepersonalet var der ingen bebyggelse ved stationen, som lå 2 km sydøst for Marie Magdalene og 1 km nord for Mesballe. I nogle år kørte postvognen stadig gennem Ryomgård til Nimtofte, der endnu var egnens vigtigste by, men efterhånden overtog Ryomgård dens status som Djurslands trafikale midtpunkt.
Ryomgård blev et endnu vigtigere knudepunkt i 1911, da privatbanen til Gjerrild blev åbnet. Gjerrildbanen blev i 1917 forlænget fra Gjerrild til Grenaa. Den blev nedlagt i 1956. I 1971 blev Randers-Ryomgård-banen også nedlagt, så Ryomgård er ikke længere jernbaneknudepunkt, men en almindelig station.
I den gamle lokomotivremise på Ryomgård Station ligger Djurslands Jernbanemuseum med effekter fra dansk jernbanehistorie i over 100 år. Fra Marie Magdalene går "Banestien" på asfalt til Allingåbro. Den er på 13 km og følger banens tracé, kun med små afbrydelser i Pindstrup og Auning. Fra Slotsgade i Ryomgård går "Gjerrildstien" på grus til Gjerrild. Den er på 28 km, hvoraf den på 21 km følger banens tracé, bl.a. på de første 4½ km fra Ryomgård forbi Vallum Sø til Kærende.

### Stationsbyen
Et gæstgiveri, det senere Ryomgård Hotel, blev opført i 1879 med rejsestald og købmandshandel. Et andelsmejeri blev oprettet i 1890.
I 1901 beskrives Marie Magdalene og Ryom Stationsby således: "Marie Magdalene (udt. Marm’lin) med Kirke, Præstegd., 2 Skoler, Forsamlingshus (opf. 1893) og Sparekasse (opr. 1874...Antal af Konti 470)...Ryom Stationsby med Andelsmejeri, Teglværk, Købmandshdl., Mølle, Gæstgiveri, Jærnbane- og Telegrafst. samt Postekspedition."
Den gamle godsejer ønskede ikke et "fattigkvarter" ved sit gods, men da han døde i 1903, gik den nye ejer i gang med at sælge byggegrunde. Først da begyndte byen at vokse. Der blev etableret butikker, og håndværkere flyttede til. Byen fik telefoncentral i 1905 – noget senere end Nimtofte, der fik central i 1888. Stationens pakhus måtte udvides i 1907. I 1910 bestod byen af 54 huse med 270 indbyggere. Heraf var ca. 50 indbyggere jernbanens og postvæsenets personale med familier. Jordemoderen flyttede fra Mesballe til stationsbyen, og to banker oprettede filialer.
Ryomgård Realskole blev oprettet i 1913, og året efter havde den 102 elever. Det var den eneste realskole midt på Djursland, så mange elever kom langvejs fra med tog fra alle 4 retninger. I 1955 var den landets største realskole med 450 elever. I 1971 oprettede skolen en kostafdeling i Tøstrup 11 km øst for Ryomgård, men den blev nedlagt i 2016.
I 1913 blev der på sydsiden af stationen anlagt et sidespor til et kartoffeltørreri, som i 1920 gik over til at fremstille kartoffelmel, hvilket beskæftigede 20 ansatte. Ved det samme sidespor blev der i 1916 opført et cikorietørreri, som måtte lukke i 1936. Dets bygning blev senere brugt af en cementtagstensfabrik.
I slutningen af 1930'erne blev der bygget alderdomshjem. I 1976 blev der bygget et moderne plejehjem, det nuværende ældrecenter Ringparken. Sognets gamle skole ved kirken blev i 1938 afløst af en skole ved Vestergade, som i 1971 blev afløst af Marienhoffskolen. I 1940 havde byen 750 indbyggere. Hotellet fik ny teatersal og blev overtaget af Danske Afholdshoteller, men jernbanerestauranten fik spiritusbevilling.
Den gamle del af byen ligger neden for de nordlige randbakker ved starten af Kolindsund. Senere er nye villakvarterer udbygget i bakkerne ovenfor.

### Genforeningssten
I et lille anlæg nordøst for rundkørslen Vestergade/Slotsgade står en sten, der blev afsløret 10. juli 1920 til minde om Genforeningen i 1920. Også i Marie Magdalene afslørede man en sten på genforeningsdagen. Den stod oprindeligt foran kirkegårdslågen, men blev senere flyttet ud til landevejen, hvor den står på hjørnet af Vestergade og Bøjstrupvej.

## Kendte personer
Fodboldspillerne Martin Jørgensen og hans bror Mads er født og opvokset i Ryomgård, samt Dennis Høegh. Skuespilleren Ole Thestrup har været elev på Ryomgård Realskole.